# تام یورک
توماس ادوارد یورک (انگلیسی: Thomas Edward Yorke؛ زادهٔ ۷ اکتبر ۱۹۶۸) موسیقی‌دان انگلیسی است که خوانندگی و ترانه‌نویسی گروه راک ریدیوهد را به عهده دارد. او گیتار، باس، ساز شستی‌دار و سازهای دیگر نیز می‌نوازد و به خاطر صدای فالستوی خود مشهور است. رولینگ استون او را یکی از بزرگ‌ترین و تاثیرگذارترین خوانندگان نسل خود توصیف کرد.
یورک گروه ریدیوهد را با همکلاسی‌های مدرسه‌ای خود در آکسفوردشر بنیان گذاشت. نخستین تک‌آهنگ آن‌ها در سال ۱۹۹۲، «چندش»، یورک را به شهرت رساند و ریدیوهد به تحسین و فروش بیش از ۳۰ میلیون نسخه آلبوم دست یافت. الهامات اولیه یورک شامل اجرای موسیقی هنرمندان آلترناتیو راک مانند پیکسیز و آر.ئی.ام. با چهارمین آلبوم ریدیوهد، کید ای (۲۰۰۰) به سوی موسیقی الکترونیک رفت و تحت تأثیر هنرمندان وارپ مانند افکس توئین بود. او در بخش عمدهٔ دوران کاری خود با تهیه‌کننده نایجل گادرک و هنرمند گرافیک استنلی داونوود کار کرده است.
کار تک‌خوان یورک عمدتاً دربرگیرندهٔ موسیقی الکترونیک است. نخستین آلبوم انفرادی او، پاک‌کن، در سال ۲۰۰۶ منتشر شد. او برای اجرای زنده آن، گروه جدیدی به نام اتمز فور پیس را به‌همراه نوازندگانی از جمله گادرک و نوازنده بیس رد هات چیلی پپرز یعنی فلی تشکیل داد. آن‌ها در سال ۲۰۱۳ آلبومی به نام Amok منتشر کردند. دومین آلبوم تک‌خوان یورک به نام Tomorrow's Modern Boxes در سال ۲۰۱۴ و پس از آن آنیما در سال ۲۰۱۹ منتشر شد. یورک در سال ۲۰۲۱ با همراهی گیتاریست ریدیوهد، جانی گرینوود و درامر تام اسکینر، گروه جدید د اسمایل را تشکیل داد.
یورک فعال حقوق بشر، حقوق حیوانات، محیط زیست‌ و اهداف ضد جنگ است و اشعارش مضامین سیاسی دارند. او از صنعت موسیقی، به ویژه از لیبل‌های بزرگ و سرویس‌های پخش استریمینگ مانند اسپاتیفای انتقاد وارد کرده و برای پخش آثار ریدیوهد و کارهای انفرادی‌اش، از پلتفرم‌های پخش جایگزینی مانند پی-وات-یو-وانت و بیت‌تورنت استفاده کرده است. او در سال ۲۰۱۹ به‌عنوان عضو ریدیوهد به تالار مشاهیر راک اند رول راه یافت.

## اوایل زندگی
یورک در ۷ اکتبر ۱۹۶۸ در ولینگ‌بورو به دنیا آمد. او برای رفع نقص مادرزادی چشم چپش، تا شش سالگی پنج بار تحت عمل جراحی قرار گرفت که به گفتهٔ خود او، عمل جراحی آخر باعث افتادگی پلک چشم او شد. او تصمیم گرفت دیگر از جراحی خودداری کند و گفت «از آن زمان تا به حال آن را دوست دارم. و وقتی مردم چیزهایی می‌گویند، به نوعی فکر می‌کردم که این نشان افتخار است، و هنوزم همین فکر را دارم.»
خانوادهٔ او اغلب مکان زندگی خود را تغییر می‌دادند. اندکی پس از تولد یورک، پدرش که فیزیک‌دان هسته‌ای و بعداً فروشنده تجهیزات شیمیایی بود، به‌وسیلهٔ یک شرکت در اسکاتلند استخدام شد. خانواده تا هفت سالگی یورک در لاندین لینکس زندگی می‌کردند و او از یک مدرسه به مدرسه دیگری می‌رفت. خانواده او در سال ۱۹۷۸ در آکسفوردشر مستقر شدند، جایی که یورک به مدرسه ابتدایی واقع در استندلیک رفت.
یورک گفته که در هشت سالگی پس از دیدن گیتاریست کوئین یعنی برایان می در تلویزیون، می‌دانست ستاره راک خواهد شد. او در ابتدا ترجیح می‌داد گیتاریست باشد تا خواننده، اما شروع به خواندن کرد زیرا کسی را نداشت که ترانه‌های نوشته‌شده‌اش را بخواند. او در کودکی صاحب اولین گیتار خود شد. در ۱۰ سالگی، او گیتار خود را با الهام از گیتار دست‌ساز سرخ ویژهٔ متعلق به برایان می‌ساخت. تا ۱۱ سالگی، او به نخستین گروه خود پیوست و نخستین ترانه‌اش را نوشت. تماشای سوزی سو در کنسرت سال ۱۹۸۵ به او الهام بخشید تا خوانندگی کند. به گفتهٔ یورک، هرگز کسی را ندیده است که «مخاطب را مانند او مجذوب خود کند».
یورک در مدرسه عمومی پسرانهٔ ابینگدن در آکسفوردشر شرکت کرد. او احساس غریبگی داشت و با دیگر دانش‌آموزان وارد درگیری فیزیکی شد. او خلوتگاهی در بخش موسیقی و هنر مدرسه یافت و برای نمایش مدرسه‌ای رؤیای شب نیمه تابستان موسیقی نوشت. در مدرسه، او رسیتالی از قطعهٔ فرانتس شوبرت را اجرا کرد. این اجرا به او کمک کرد اعتماد به نفس لازم برای خواننده شدن را پیدا کند. ترنس گیلمور-جیمز، مدیر موسیقی ابینگدن، یورک را به دلیل ظاهر غیرمعمولش تنها و کمی منزوی، اما پرحرف و متعصب یاد کرد. او گفت که یورک برخلاف هم‌گروهی آینده‌اش جانی گرینوود، «موسیقی‌دان بزرگی نبود، بلکه یک «متفکر و تجربه‌گر» بود. یورک بعداً پشتیبانی گیلمور-جیمز و رئیس بخش هنری مدرسه را عامل موفقیتش دانست.

## ردیوهد
در واقع ردیوهد با تک‌آهنگ «مور مور شدن»(به انگلیسی: Creep) که یورک در زمان تحصیل در توالت مردانهٔ دانشگاه اکستر نوشته بود، به شهرت رسید. این آهنگ به همراه چند آهنگ دیگر در اولین آلبوم گروه به نام پابلو هانی منتشر شد. «مور مور شدن» به نوعی سایر آهنگ‌های این آلبوم را تحت شعاع قرار داد و همین باعث خشم یورک و موضوع آهنگ «ریه آهنی من»(به انگلیسی: My Iron Lung) از آلبوم بعدی به نام خمیدگی‌ها(به انگلیسی: The Bends) شد.
آلبوم بعدی گروه اوکی کامپیوتر(به انگلیسی: OK Computer) نام داشت که در سال ۱۹۹۷ منتشر شد. بعد از انتشار این آلبوم و علی‌رغم موفقیت آن، گروه اعلام کرد که در سبک آلبوم‌های بعدی تغییراتی ایجاد خواهدکرد. ردیوهد در بعضی از آهنگ‌های دو آلبوم بعدی از جاز استفاده کرد. در سال ۲۰۰۳، گروه آلبوم خوشامدگویی به دزد(به انگلیسی: Hail to the Thief) که آمیخته‌ای از راک و الکترونیک بود را منتشر کرد. آلبوم هفتم ردیوهد با نام در رنگین‌کمان‌ها(به انگلیسی: In Rainbows) در اکتبر ۲۰۰۷ منتشر شد. تعدادی از آهنگ‌های این آلبوم، قبل از انتشار به رایگان قابل دانلود بود.

## زندگی شخصی
یورک به مدت ۲۳ سال با رِیچل اووِن، هنرمند و مدرس دانشگاه که در زمان تحصیل در دانشگاه اکستر با او آشنا شده بود، رابطه داشت. در سال ۲۰۱۲، رولینگ استون گزارش داد که یورک و اوون ازدواج نکرده‌اند، اما بعدها روزنامه تایمز دریافت که که آن‌ها در مه ۲۰۰۳ در مراسمی مخفیانه در آکسفوردشر ازدواج کرده بودند. آن‌ها صاحب دو فرزند شدند: پسری به نام نوآ در سال ۲۰۰۱ و دختری به نام اگنس در سال ۲۰۰۴. در اوت ۲۰۱۵، یورک و اوون اعلام کردند که به‌صورت دوستانه از هم جدا شده‌اند. اوون در دسامبر ۲۰۱۶ بر اثر سرطان در سن ۴۸ سالگی درگذشت.
در سپتامبر ۲۰۲۰، یورک با دایانا رون‌چونه، بازیگر ایتالیایی، در باگریا، سیسیل ازدواج کرد. رون‌چونه در موزیک‌ویدیوی نذتمخ «لیفت» از گروه ریدیوهد و فیلم کوتاه آنیما حضور داشت. آن‌ها در آکسفورد زندگی می‌کنند.
در آلبوم موسیقی متن فیلم سوسپیریا که یورک در سال ۲۰۱۸ منتشر کرد، پسرش نوآ در دو قطعه نوازندگی درامز انجام داد و دخترش اگنس در طراحی آثار هنری آلبوم همکاری کرد. در سپتامبر ۲۰۲۱، نوآ ترانه‌ای به نام «سخت تلاش کردن (لالایی)» (Trying Too Hard (Lullaby)) منتشر کرد که مجله ان‌ام‌ئی آن را به دلیل فضای «شبح‌وار» ش شبیه آلبوم در رنگین‌کمان‌ها ریدیوهد دانست. نوآ بعدها ترانه‌های دیگری نیز منتشر کرد و همراه با جیمز نات در گروه دو نفره «هکس گرل‌فرند» فعالیت می‌کند. برادر کوچکتر و تنها خواهر یا برادر یورک، اندی، خواننده گروه «آنبلیوابل تروث» است.
یورک تمرین مدیتیشن انجام می‌دهد. او در سال ۲۰۰۴ گفت که در بودیسم «سَرَک کشیده است». او با اضطراب و افسردگی دست‌وپنجه نرم کرده و با ورزش، یوگا و مطالعه با آن‌ها مقابله می‌کند. هنگام ضبط موسیقی با گروه اتمز فور پیس در کالیفرنیا، یورک موج‌سواری را آغاز کرد که به گفته خودش به او صبر در خلاقیت آموخت. در سال ۲۰۲۳، گونه‌ای منقرض‌شده از لقمه‌ماهی به افتخار او داسیومیلیوباتیس تامیورکی نام‌گذاری شد.

## آثار
تام یورک در ژوئیه ۲۰۰۶ یک آلبوم انفرادی با نام پاک کن(به انگلیسی: The Eraser) منتشر کرد که نامزد دریافت جایزهٔ گرمی شد. یورک در مصاحبه‌ای اعلام کرد که انتشار این آلبوم به معنی ترک ردیوهد نیست.
سال ۲۰۱۴ یورک دومین آلبوم خودش را با نام Tomorrow's Modern Boxes ارائه‌کرد.
در ۲۶ ژون ۲۰۱۹ تام یورک سومین آلبوم شخصی خود را به نام انیما منتشرکرد.